# Сосна Веймутова (Чортків)
«Сосна Веймутова» — ботанічна пам'ятка природи місцевого значення в Україні.
Пам'ятка природи зростає біля приміщення КЕЧ на вул. Степана Бандери, 56 у місті Чорткові Тернопільської області.
Статус надано рішенням Тернопільської обласної ради від 8 вересня 2006 р. № 44. Перебуває у віданні Чортківської міської ради.
Площа — 0,01 га.
Під охороною сосна Веймутова віком біля 80 років, діаметром 47 сантиметрів. Це дерево є єдиним у місті і має велику еколого-освітню та естетичну цінність.